# Єврохокейтур 2021–2022
Єврохокейтур 2021–2022 (англ. Euro Hockey Tour 2021–2022) — 26-ий міжнародний хокейний турнір, складається з чотирьох турнірів: Кубка Кар'яла, Кубка Першого каналу, Шведських хокейних ігор та Чеських хокейних ігор. Проводився традиційно між чотирма національними збірними: Росії, Фінляндії, Чехії та Швеції але через російську збройну агресії проти України формат останніх двох турнірів був змінений, а російська збірна відсторонена від участі в змаганнях.

## Турніри

### Кубок Кар'яла
Матчі турніру пройшли з 10 по 14 листопада 2021 в столиці Фінляндії Гельсінкі.

### Кубок Першого каналу
Матчі турніру пройшли з 16 по 21 грудня 2021 в столиці Росії Москві.

### Чеські хокейні ігри
Матчі турніру пройшли з 28 квітня по 1 травня 2022 в Чехії Остраві.

### Шведські хокейні ігри
Матчі турніру пройшли з 5 по 8 травня 2022 в Стокгольмі.

## Підсумкова таблиця Євротуру
| Поз | Команда   | М  | В | ВО | ПО | П | ГЗ | ГП | Різ | О  |
| --- | --------- | -- | - | -- | -- | - | -- | -- | --- | -- |
| 1   | Швеція    | 12 | 7 | 1  | 0  | 4 | 29 | 26 | +3  | 23 |
| 2   | Фінляндія | 12 | 4 | 3  | 0  | 5 | 30 | 25 | +5  | 18 |
| 3   | Чехія     | 12 | 5 | 0  | 2  | 5 | 33 | 32 | +1  | 17 |
| 4   | Росія     | 7  | 4 | 0  | 1  | 2 | 19 | 17 | +2  | 13 |
| 5   | Швейцарія | 3  | 1 | 0  | 1  | 1 | 5  | 8  | −3  | 4  |
| 6   | Канада    | 3  | 1 | 0  | 0  | 2 | 7  | 9  | −2  | 3  |
| 7   | Австрія   | 3  | 0 | 0  | 0  | 3 | 3  | 9  | −6  | 0  |